# ヨークシャー四部作
『ヨークシャー四部作』は、イギリスの作家デイヴィッド・ピースの犯罪小説シリーズ。『1974 ジョーカー』、『1977 リッパー』、『1980 ハンター』、『1983 ゴースト』の4作からなる。日本では4作すべてハヤカワ・ミステリ文庫から刊行されている。イギリスでは公共放送局チャンネル4がミニ・シリーズとしてドラマ化、2009年3月に放送された。アメリカではテリュロイド映画祭で全3部作の映画として上映され、ソニー・ピクチャーズがリメイクすることが決定した。監督はリドリー・スコット。2012年公開予定。

## 1974 ジョーカー

### 概要
著者ピースのデビュー作。東京新小岩井のアパートで執筆された。当初、大学ノートに書かれていたものを、ゴミ捨て場で拾ったワープロで入力、ロンドンの出版社サーペンツ・テイルに送ったところ、本書でのデビューが決定した。
日本では本書の刊行に合わせて「ハヤカワ・ミステリマガジン」臨時増刊号『ノワールの時代』が発売された。
2002年にはフランスのコニャック・フェスティヴァル・ミステリ大賞ノワール部門を受賞した。
原題の由来はジョージ・オーウェルの『1984年』だという。
ハヤカワ・ミステリ文庫版は巻頭に著者デイヴィッド・ピース自身による序文を収録、巻末の解説は池上冬樹による。

### あらすじ
1974年12月、ヨークシャー。小学生クレア・ケンプレイが失踪、間もなく死体で発見される。この事件を担当する新聞記者エディーは死体発見の記事を同僚の辣腕記者ホワイトヘッドにとられてしまう。このままでは事件そのものまで彼にとられてしまう。危機感を覚えたエディーは過去にも同じような事件があったことを知り、その調査にのめりこむ。今回の事件と何か関係があると睨むエディーだが、編集長をはじめ誰からも相手にされない。
ある夜、エディーは謎の男から呼び出しを受け、暴行を受けた後、クレアの死体写真を渡される。暴行を受けた上、背中に白鳥の翼を縫いつけられた少女の死体。彼は悪夢に苛まれながらも事件を追うが、彼を待ち受けていたのは暴力と陰謀が支配するヨークシャーの暗部だった。

### 登場人物
- エディー・ダンフォード
- ジャック・ホワイトヘッド
- バリー・ギャノン
- ガズ・ウィリアムズ
- キャスリン・テイラー
- ビル・ハッデン
- クレア・ケンプレイ
- スーザン・リドヤード
- ジャネット・ガーランド
- ポーラ・ガーランド
- ジョニー・ケリー
- ジョージ・オールドマン
- ボブ・フレイザー
- BJ
- マンディ・ワイマー
- デレク・ボックス
- ジョン・ドーソン
- ドナルド・フォスター
- ウィリアム・ショー
- マイケル・ジョン・ミシュキン
- ジミー・アッシュワース
- ジョージ・マーシュ
- グレアム・ゴールドソープ

## 1977 リッパー

### 概要
舞台は1977年5月29日から6月18日。
ハヤカワ・ミステリ文庫版巻末の解説は吉野仁。

### あらすじ
売春婦ばかりを狙う連続殺人鬼が跳梁する1977年ヨークシャー。新たな被害者が発見され、現場に急行する刑事ボブ・フレイザー。彼は愛人の売春婦ジャニスに殺人鬼の魔手が及ぶのを恐れ、捜査に執念を燃やす。
そして、この事件に憑かれた男がもう一人。新聞記者ジャック・ホワイトヘッド。事件を担当する彼は、その殺人鬼を「ヨークシャー・リッパー」と名づける。やがて、そのリッパーから彼に手紙が届く。「女の皮膚を送る。残りは揚げて食べた」かの切り裂きジャックの手紙を模したその手紙は、ジャックを恐怖の底へと突き落とす。しかし彼もまた調査を続ける。

### 登場人物
- ボブ・フレイザー
- ジャック・ホワイトヘッド
- ジョン・ラドキン
- マイケル・エリス
- ボブ・クレイヴン
- ジョージ・オールドマン
- アルフレッド・ヒル
- エリック・ホール
- ピーター・ノーブル
- モーリス・ジョブソン
- ビル・ハッデン
- ガズ・ウィリアムズ
- ジャニス・ライアン
- ルイーズ・フレイザー
- ボビー・フレイザー
- ビル・モロイ
- キャロル・ウィリアムズ
- マーティン・ローズ
- クレア・ストローン
- BJ

## 1980 ハンター

### 概要
舞台は1980年12月11日から31日。
ハヤカワ・ミステリ文庫版巻末の解説はT.Y。

### あらすじ
1980年12月。未だ逮捕されることなく凶行を重ねるヨークシャー・リッパー。進展を見せない捜査に業を煮やした警察の上層部は特別捜査班を設置する。リーダーに任命されたのはエリート刑事ピーター・ハンター。彼は自ら優秀な部下を集め、捜査に意欲を燃やす。しかし、友人である実業家の汚職疑惑とそれに伴うピーター自身への疑惑、遅々として進まない捜査に対するマスコミの批判など、捜査に集中できない状況が続く。そして、ヨークシャー・リッパーからの手紙。「ミスター・ハンター。早めに警告しておきたい。奥さんと子供たちを殺す」しかし彼に子供はいない。流産を繰り返す妻への悪意とも取れる内容に戦慄するハンター。懸命に捜査を続ける彼だが、状況はどんどん悪化し、身動きが取れなくなっていく。

### 登場人物
- ピーター・ハンター
- ジョウン・ハンター
- ジョージ・オールドマン
- ピーター・ノーブル
- ジョン・マーフィー
- アレク・マクドナルド
- マイク・ヒルマン
- ヘレン・マーシャル
- リチャード・ドーソン
- ボブ・クレイブン
- ボブ・ダグラス
- エリック・ホール
- エリザベス・ホール
- モーリス・ジョブソン
- ジャニス・ライアン
- ジャック・ホワイトヘッド
- BJ
- マーティン・ローズ
- ピーターサトクリフ

## 1983 ゴースト

### 概要
ハヤカワ・ミステリ文庫版は巻末に著者デイヴィッド・ピースと小川勝己の対談を収録。

### あらすじ
リッパーが逮捕されてから3年が経った1983年ヨークシャー。しかし、凶悪な事件は後を絶たない。またもや少女の失踪事件が発生。捜査を担当するのはヨークシャーの名刑事モーリス・ジョブソン。しかし彼もいまや年老いた身。かつての辣腕ぶりは見る影もなく、捜査は一向に進まない。彼はそんな現実から逃るように過去へと思いをはせる。今は亡き、かつての相棒と愛人。警察組織の仲間たちとその恐るべき犯罪。
クレア・ケンプレイの殺害容疑で逮捕されたマイケル・ジョン・ミシュキン。担当の弁護士ジョン・ピゴットは彼の面会に訪れる。無実を主張するマイケル。しかし、知能障害を抱える彼の発言は支離滅裂でピゴットを混乱させる。
そして男娼のBJ。1974年の〈ストラフォード〉事件以降、「やつら」から逃亡を続ける彼が目撃したのは、ヨークシャーの底知れぬ暗部だった。

### 登場人物
- モーリス・ジョブソン
- ジョン・ピゴット
- BJ
- エディー・ダンフォード
- ジャック・ホワイトヘッド
- ピーター・ハンター
- ヘイゼル・アトキンス
- ビル・モロイ
- マンディ・ワイマー
- マイケル・ジョン・ミシュキン
- ジミー・アッシュワース
- クレア・ストローン
- マーティン・ローズ
- ジョージ・マーシュ
- レナード・マーシュ

## 四部作の主要登場人物
エディー・ダンフォード
『1974 ジョーカー』の主人公。新聞社「ヨークシャーポスト」の若手記者。年齢は20代後半。『1974 ジョーカー』の10年前、故郷ヨークシャーから離れ、南イングランドの大学に進学。ロンドンの新聞社に就職したが、父親が癌に罹り帰郷した。
ジャック・ホワイトヘッド
シリーズ全作に登場。『1977 リッパー』では語り手を務めた。「ヨークシャーポスト」の辣腕記者。
ボブ・フレイザー
『1974 ジョーカー』で初登場。『1977 リッパー』では語り手を務めた。部長刑事。
ピーター・ハンター
『1980 ハンター』の主人公。妻のジョウンは流産を繰り返しており、養子をもらおうかと検討している。
モーリス・ジョブソン
『1983 ゴースト』の語り手。「フクロウ」とあだ名される刑事。かつて「アナグマ」ビル・モロイとコンビを組み活躍していた。
ジョン・ピゴット
『1983 ゴースト』の主人公の一人。肥満体型の弁護士。
ボブ・クレイヴン
警部。背が高く、あごひげを生やしている。『1974 ジョーカー』では相棒のボブ・ダグラスとともに、エディーの行く先々に現れ、彼を痛めつけた。
ボブ・ダグラス
背が低く、鼻が大きい。『1980 ハンター』で娘のカレンとともに殺害される。
BJ
男娼。ダンフォードやホワイトヘッド、ハンターと接触し一方的に情報をもたらすが、その真意は不明。常に何者かに追われているらしく、情報を与える相手との接触方法も非常に用心深く回りくどい。謎の多い人物だが、『1983 ゴースト』では語り手の一人を務め、その特殊な生い立ちの一端が明かされた。ダンフォードの同僚バリーとも関係があり、ダンフォードと初めて接触した際、彼の死がただの事故でないことを示唆した。
マイクル・ジョン・ミシュキン
クレア・ケンプレイ殺害容疑で逮捕された男。
カー・スー・ペン
クレア・ストローン
セント・メアリーズ・ホステルの住人。スコットランド人の娼婦。二児の母。旧姓モリスン。グレイス・モリスンの妹。1975年11月21日に撲殺される。26歳没。
トーニー・ホリス
セント・メアリーズ・ホステルの管理人。
コリン・ミントン
セント・メアリーズ・ホステルの管理人代理。
ウォルター・ケンドール
セント・メアリーズ・ホステルの住人。盲目。クレア・ストローンの死に警察の関与があることをほのめかす。